# Mayhem (película)
Mayhem es una película estadounidense de 2017 dirigida por Joe Lynch y escrita por Matías Caruso. La película fue estrenada en el Festival South by Southwest en marzo de 2017 y su póster original fue presentado en el Festival de Cine de Cannes en mayo del mismo año. Fue estrenada en cines estadounidenses el 10 de noviembre de 2017.

## Sinopsis
El virus Red Eye empieza a propagarse a nivel mundial. Se trata de una infección que no es letal, pero ataca directamente las vías neurales, eliminando toda inhibición e integridad moral, resultando en que las personas actúen de acuerdo con sus impulsos más oscuros, llevándolos incluso a cometer asesinatos a sangre fría.

## Reparto
- Steven Yeun como Derek Cho.[5]
- Samara Weaving es Melanie Cross.[5]
- Steven Brand es John Towers 'The Boss'.[5]
- Caroline Chikezie es Siren.[5]
- Kerry Fox es Irene Smythe.[5]
- Dallas Roberts es Reaper.[5]
- Mark Frost es Ewan Niles.
- Claire Dellamar es Meg.
- André Eriksen es Bull.
- Nikola Kent es Oswald.
- Lucy Chappell es Jenny.
- Bojan Peric es Miles.
- Annamaria Serda es Brenda.
- Jovana Prosenik es Dena.

## Recepción
La película ha tenido una buena recepción crítica. En Rotten Tomatoes cuenta con una aprobación del 82%, basada en 50 reseñas. En Metacritic tiene una puntuación de 62 sobre 100, basada en 13 críticas, indicando "reseñas generalmente favorables".